# Schießverfahren
Das Schießverfahren, auch Einfachschießverfahren (englisch (single) shooting method), ist eine numerische Methode, um Randwertprobleme gewöhnlicher Differentialgleichungen zu lösen. Die Grundidee des Verfahrens besteht darin, das Problem auf die Lösung eines Anfangswertproblems zurückzuführen.
Das Verfahren erinnert an das Einschießen in der Artillerie, eine Methode, um mit einem Geschoss ein entferntes Ziel zu treffen. Das Geschoss wird mit einer bestimmten Anfangssteigung abgefeuert. Diese Anfangssteigung variiert man so lange, bis man das Ziel trifft. Daher rührt die Bezeichnung Schießverfahren.

## Verfahren
Das Randwertproblem zweiter Ordnung mit gesuchter Funktion {\displaystyle \,y(t)} und rechter Seite {\displaystyle f}
{\displaystyle y''(t)=f(t,y(t),y'(t)),\quad y(t_{1})=a,\quad y(t_{2})=b}
wird umformuliert in ein Anfangswertproblem
{\displaystyle y''(t)=f(t,y(t),y'(t)),\quad y(t_{1})=a,\quad y'(t_{1})=c}
Der zweite, unbekannte Anfangswert {\displaystyle c} ist frei wählbar. Das Anfangswertproblem wird so lange in Abhängigkeit vom Parameter c integriert, bis die Bedingung am anderen Rand {\displaystyle \quad y(t_{2})=b} erfüllt ist. Die Lösung {\displaystyle y(t\,;c)} des Anfangswertproblems kann dabei mit einem numerischen Verfahren, z. B. Runge-Kutta gelöst werden. {\displaystyle y(t\,;c)} ist abhängig vom Anfangswert {\displaystyle c}. Definiere dazu eine Funktion F
{\displaystyle F(c):=y(t_{2},c)-b\quad }
Dieses oft nichtlineare Gleichungssystem kann numerisch zum Beispiel mit dem Newton-Verfahren oder dem Bisektionsverfahren gelöst werden. Die Lösung des Anfangswertproblems ist genau dann eine Lösung des Randwertproblems, wenn F in c eine Nullstelle hat:
{\displaystyle 0=y(t_{2},c)-b\quad \Leftrightarrow \quad y(t_{2},c)=b}
In der Praxis verwendet man aus Stabilitätsgründen die sogenannte Mehrzielvariante des Schießverfahrens, bei dem stückweise Lösungen in Teilintervallen eines Gitters {\displaystyle \Delta =\left\{t_{1}=x_{0},x_{1},\dots ,x_{n-1},x_{n}=t_{2}\right\}} berechnet werden, aus denen sich anschließend die Lösung in {\displaystyle [a,b]} zusammensetzt.